# Luce infinita
| Recensione     | Giudizio |
| -------------- | -------- |
| aLLMusicItalia |          |
| Rockol         |          |

Luce infinita è il terzo album in studio della cantante italiana Loredana Errore, pubblicato il 9 settembre 2016 dall'Isola degli Artisti.

## Il disco
L'album è stato anticipato dal singolo Nuovi giorni da vivere, uscito il 2 settembre per il download digitale e per la rotazione radiofonica, e contiene nove brani, di cui due cover, i brani Dio come ti amo e Per amarti. Fra gli autori dei brani contenuti nell'album spicca un brano inedito del cantautore Franco Califano, intitolato Convincimi.
Gli altri pezzi che compongono Luce Infinita, in bilico fra sonorità pop e rock, sono stati firmati da numerosi autori, fra cui Amara, Diego Calvetti, Emiliano Cecere, Marco Ciappelli, Salvatore Mineo, Carlo Avarello, Marco Latini, Andrea Amati e Pacifico Settembre.
Il 16 settembre 2016 l'album Luce infinita esordisce al 5º posto della classifica FIMI degli album più venduti in Italia.

## Tracce
1. Nuovi giorni da vivere – 3:40 (Amara, Diego Calvetti, Emiliano Cecere, Marco Ciappelli, Pacifico Settembre)
2. Se domani sei con me – 3:08 (Andrea Amati, Valerio Carboni, Marco Ciappelli)
3. Convincimi – 3:57 (Carlo Avarello, Pacifico Settembre, Franco Califano)
4. Un altro sole – 2:27 (Amara, Salvatore Mineo)
5. Dio come ti amo – 3:23 (Domenico Modugno)
6. Luce infinita – 3:24 (Amara, Salvatore Mineo)
7. Bugiardo destino – 3:57 (Marco Latini)
8. Lo sguardo stupendo – 3:08 (Salvatore Mineo)
9. Per amarti – 5:49 (Bruno Lauzi, Maurizio Fabrizio)

## Classifiche

### Posizioni massime
| Classifica (2016) | Posizione massima |
| ----------------- | ----------------- |
| Italia            | 5                 |